# Kotaku
Kotaku é um blog que se foca em jogos eletrônicos. Ele faz parte da rede de sites "Gawker", da Gawker Media, que também inclui Gizmodo, Lifehacker.com e Jezebel.
Nomeado no CNET News' Blog 100, Kotaku é consistentemente listado no top 40 do top 100 do Technorati. O blog é atualmente editado por Brian Crecente. Editores contribuintes incluem Brian Ashcraft, Michael McWhertor, Luke Plunkett, Michael Fahey e Stephen Totilo. Contribuidores de contrato ou temporários incluem AJ Glasser, Leigh Alexander, Tori Floyd, Kim Phu, Maggie Greene, Owen Good, Flynn DeMarco, Mark Wilson, Adam Barenblat, Jim Reilly, e Jason Chen.
Em agosto de 2007, a Allure Media lançou o Kotaku Australia. O site faz uso de conteúdo licenciado da Gawker Media em combinação com histórias originais produzidas localmente.

## Kotaku no Brasil
A Spicy Media, que há exatamente dois anos trouxe para o Brasil o Gizmodo e que, no início de 2010, inaugurou a versão nacional do automobilístico Jalopnik, disse que o objetivo da empresa é repetir por aqui o sucesso do Kotaku entre os game lovers, atingindo uma média mensal de 350 mil unique visitors e três milhões de page views no primeiro ano.